# Distrito de Roche Caiman
Roche Caiman (en francés: "Roca Caimán") forma parte de los 25 distritos administrativos del archipiélago de Seychelles. El distrito se ubica en al este de Mahé, la isla más grande del estado, y posee salida al mar. Caiman de Roche es de tres kilómetros cuadrados y tiene, según el censo de 2002, 2652 habitantes.
Su clima es cálido con temperaturas que van desde los 19 °C hasta los 30 °C.